# Pseudaugochlora
Pseudaugochlora is een geslacht van vliesvleugelige insecten van de familie Halictidae.

## Soorten
- P. callaina E. A. B. Almeida, 2008
- P. crawfordi (Vachal, 1904)
- P. erythrogaster E. A. B. Almeida, 2008
- P. flammula E. A. B. Almeida, 2008
- P. graminea (Fabricius, 1804)
- P. indistincta E. A. B. Almeida, 2008
- P. pandora (Smith, 1853)
- P. piscatoria (Cockerell, 1910)
- P. praepotens (Vachal, 1904)
- P. pulchra Engel, 2000
- P. simulata E. A. B. Almeida, 2008
- P. sordicutis (Vachal, 1904)